# Naturschutzgebiet Niederwald am Eischeberg
Das Naturschutzgebiet Niederwald am Eischeberg mit 14,9 ha Flächengröße liegt südöstlich von Linnepe im Stadtgebiet von Sundern und im Hochsauerlandkreis. Das Gebiet wurde 2019 mit dem Landschaftsplan Sundern durch den Kreistag des Hochsauerlandkreises als Naturschutzgebiet (NSG) ausgewiesen. Vorher war das Gebiet ab 1993 Teil vom Landschaftsschutzgebiet Sundern. Das NSG liegt direkt östlich der K 24 nach Linneperhütte. Das NSG ist meist umgeben von Fichtenwäldern im Landschaftsschutzgebiet Sundern.

## Beschreibung
Beim NSG handelt es sich um einen aus Niederwaldnutzung hervorgegangenen Eichenmischwaldbestände. Die Bäume zeigen überall noch die charakteristische mehrstämmige Wuchsform. Das Relikt der historischen Waldnutzungsform stockt überwiegend in südwestlicher bis südlicher Exposition in oft relativ steiler Hanglage des Eischeberges und weist großteils eine zwergstrauchreiche Krautschicht auf.
Der Landschaftsplan führt zu den Naturschutzgebieten mit Niederwald im Stadtgebiet Sundern aus: „Im Plangebiet liegen noch zahlreiche, zumeist gut ausgeprägte Niederwaldflächen. Sie stellen als Relikte einer historischen Waldbewirtschaftungsform Zeugnisse der Kulturlandschaft dieses Gebietes dar. Bei Wiederaufnahme und Fortführung der niederwaldtypischen Bewirtschaftungsform nimmt die vorliegende Fläche innerhalb eines Niederwald-Verbundsystems eine besondere Stellung ein.“ Neben dem Naturschutzgebiet Niederwald am Eischeberg sind dies das Naturschutzgebiet Niederwald Recklinghausen, das Naturschutzgebiet Niederwälder am Westhang des Rachenberges, das Naturschutzgebiet Niederwaldrelikt Kehl, das Naturschutzgebiet Gräfenberg, das Naturschutzgebiet Odin / Hardt, das Naturschutzgebiet Hardt (Sundern) und das Naturschutzgebiet Hagener Niederwälder.

## Schutzzweck
Laut Landschaftsplan erfolgte die Ausweisung zum:
- „Schutz eines wertvollen Wald(bewirtschaftungs)typs, aus faunistischer, vegetationskundlicher und kulturhistorischer Sicht;“
- „Erhaltung und Optimierung eines artenreichen (Nieder-)Waldgebietes durch eine dem Waldtyp angepasste Bewirtschaftung.“
- „Das NSG dient auch der nachhaltigen Sicherung von Vorkommen seltener Tier- und Pflanzenarten.“[1]

## Entwicklungsmaßnahme
Im Landschaftsplan wurde als zusätzliche Entwicklungsmaßnahme festgeschrieben:
„Zur Erhaltung der traditionellen Waldbewirtschaftungsweise ist die niederwaldartige Nutzung auf der Fläche im Rahmen vertraglicher Regelungen fortzuführen bzw. wieder aufzunehmen (§ 26 LG).“